# Macchiagodena
Macchiagodena is een gemeente in de Italiaanse provincie Isernia (regio Molise) en telt 1933 inwoners (31-12-2004). De oppervlakte bedraagt 34,3 km², de bevolkingsdichtheid is 56 inwoners per km².

## Demografie
Macchiagodena telt ongeveer 614 huishoudens. Het aantal inwoners daalde in de periode 1991-2001 met 8,6% volgens cijfers uit de tienjaarlijkse volkstellingen van ISTAT.
| Jaar | Inwoneraantal |
| ---- | ------------- |
| 1991 | 2143          |
| 2001 | 1959          |

## Geografie
De gemeente ligt op ongeveer 864 m boven zeeniveau.
Macchiagodena grenst aan de volgende gemeenten: Bojano (CB), Cantalupo nel Sannio, Carpinone, Frosolone, San Massimo (CB), Sant'Elena Sannita, Santa Maria del Molise.